# 笠置山之戰

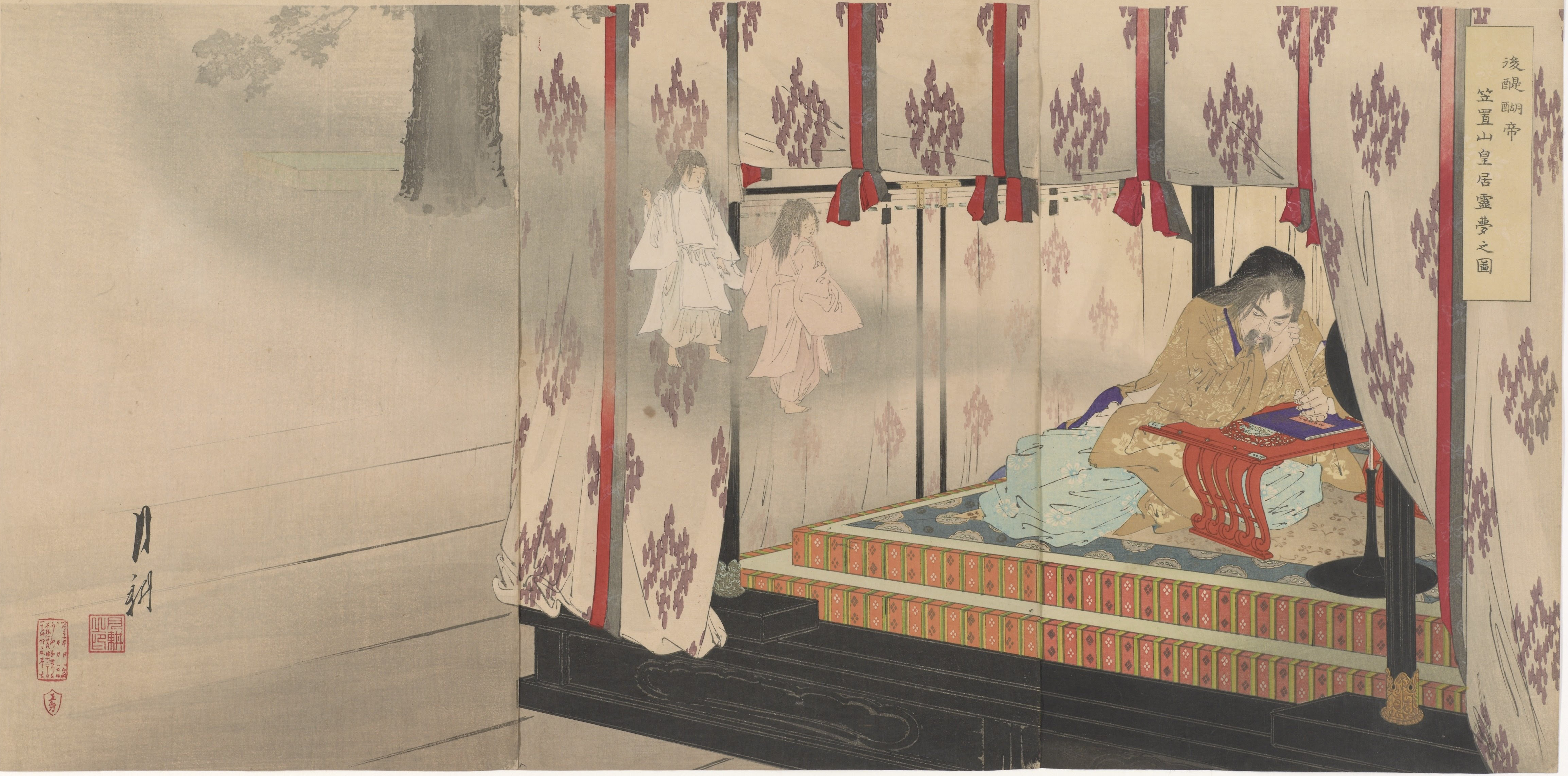
木刻版画（尾形月耕所绘制）

笠置山之战是镰仓时代后期，元弘元年（1331年）9月在山城国相乐郡笠置山（现在的京都府相乐郡笠置町）倒幕的后醍醐天皇和镰仓幕府之间的一场战役。这场战役属于广义上的元弘之乱（后醍醐天皇倒幕）的一部分。

## 背景
镰仓时代后期，持明院统和大觉寺统之间围绕皇位继承问题纷争不断。文保元年（1317年）在幕府的调停下，最终决定持明院统和大觉寺统轮流继承皇位的制度（文保和谈）。文保2年2月26日（1318年3月29日）持明院统的花园天皇让位于大觉寺统的尊治亲王（之后的后醍醐天皇）。后醍醐天皇继位时已经31岁，在当时看来已经是意外的高龄；而且身为后宇多天皇的次子即便是在大觉寺统内也是庶流，只是因为兄长后二条天皇早逝而其子邦良亲王年幼才得以继位，所以被当做暂时代理政权的过渡性的人物。然而，有一整套施政计划的后醍醐天皇不甘于这种境遇（另有说法希望自己的直系子孙可以继承皇位），而维持皇位轮流继承制度的最大力量就是镰仓幕府，因此天皇企图倒幕。正中元年（1324年）后醍醐天皇的倒幕计划败露，作为惩罚天皇侧近日野资朝被流放（正中之变）。

## 经过
正中之变后后醍醐天皇没有就此罢手，反而再次计划倒幕。然而元德3年（1331年）4月天皇侧近吉田定房向幕府告密，计划再次泄露。牵扯进计划的的日野俊基、文观等天皇侧近被幕府方面逮捕，幕府更打算搜捕天皇本人。
元弘元年8月24日（1331年9月26日）后醍醐天皇和侧近逃出京城。为了迷惑幕府的追兵，花山院师贤假扮天皇前往比叡山，而天皇和四条隆资等人经过奈良东大寺移驾鹫峰山金胎寺，8月27日（9月29日）来到笠置山。
另一方面，幕府发觉天皇不在比叡山以后于9月1日（10月3日）在宇治集结75,000的兵力，翌日包围笠置山并开始进攻。天皇一方只有3,000左右的兵力，处于绝对劣势，依靠笠置山天险，而且因为与幕府为敌士气高昂。
9月28日（10月30日）夜间风雨大作，因为幕府方的陶山义高等人在山中放火，天皇方崩溃，笠置山终于陷落。不出几日天皇和侧近都被幕府捕获。

## 影响
在笠置山陷落以前的9月20日（10月22日）幕府就安排后醍醐天皇的皇太子・持明院统的量仁亲王（后来的光严天皇）在没有三神器的情况下继位。后醍醐天皇被捕后被迫把神器转交给光严天皇，第二年元弘2年/元德4年3月7日（1332年4月2日）被流放隐歧岛。天皇一方的武将足助重範，以及天皇侧近日野资朝、日野俊基、北畠具行分别在5月和6月被幕府处决。元弘3年/正庆2年闰2月24日（1333年4月9日）后醍醐天皇逃出隐歧岛，5月足利高氏叛离幕府进攻六波罗探题，同时新田义贞进攻镰仓，灭亡镰仓幕府。光严天皇随即被废，6月后醍醐天皇的建武新政就开始了。

## 笠置山的灵梦
《太平記》第3卷记载：后醍醐天皇在笠置山时在笠置寺设行宫，因为身边完全没有知名武将而感到不安，在烦恼中睡去做得一梦：在庭园中有一棵向南伸展树枝的大树，树下文武百官都按照次序坐定，而设在南方的上座空出。天皇正在寻思此座是为谁而设，突然有童子前来道此座就是为您而设，说罢飘然升天。梦醒之后天皇发现「木」和「南」连写就成为「楠」字，忙问寺中众人附近有无名为「楠」的武士。答曰河内国石川郡金刚山（现在的大阪府南河内郡千早赤阪村）有名为楠正成者。天皇急忙遣人召唤正成到笠置山。以上就是《太平記》描绘的后醍醐天皇与楠木正成的第一次见面。而根据『増鏡』的说法，天皇在此之前就已经信任楠木正成了。